# Behrensia bicolor
Behrensia bicolor là một loài bướm đêm trong họ Noctuidae.